# Swiftia pallida
Swiftia pallida är en korallart som beskrevs av Madsen 1970. Swiftia pallida ingår i släktet Swiftia och familjen Plexauridae. Enligt den svenska rödlistan är arten otillräckligt studerad i Sverige. Arten förekommer i Götaland. Artens livsmiljö är havet. Inga underarter finns listade i Catalogue of Life.